# Michael Thannhäuser
Michael Thannhäuser (ook Michael Thannhaeuser) (1978) is een golfer  uit Duitsland. Hij wordt Mick genoemd.

## Amateur
In 2000 zat hij in het continentale team tijdens de St Andrews Trophy op Turnberry. Met Tino Schuster versloeg hij de Schotten Steven O'Hara en Mark Loftus. Dat jaar schreef hij ook een baanrecord op zijn naam. Hij maakte een ronde van 66 op Wallasey waar hij zich kwalificeerde voor deelname aan het matchplay-gedeelte van het Brits Amateur. In de eerste matchplay ronde verloor hij van Craig Watson. 
In 2003 werd hij 2de op het Europees Amateurkampioenschap in Schotland, nadat hij de laatste ronde met een voorsprong van vijf slagen was begonnen. Brian McElhinney maakte een laatste ronde van 66 en won met een totaal van 283 (-5). Jan Willem van Hoof eindigde op de derde plaats.
Kramer heeft twee belangrijke toernooien gewonnen. In 2009 won hij het Duits  Amateur op de Golf & Land Club Gut Kaden en in 2011 won hij het Zwitsers Omnium op de Golf Club de Genève met een score van -7 . Beste pro van dit Nationaal Open was Paolo Quirici met -4.

### Gewonnen
- 2009: Duits Amateur Kampioenschap
- 2011: Zwitsers Omnium (-7)